# Marek Jarociński
Marek Witold Jarociński (ur. 19 września 1950 w Szubinie, zm. 1 listopada 2023) – polski polityk, menedżer i przedsiębiorca, działacz NSZZ „Solidarność”, w latach 1989–1991 wicewojewoda bydgoski.

## Życiorys
Syn Tadeusza i Czesławy. W 1973 ukończył studia z ekonomiki przemysłu na Uniwersytecie Mikołaja Kopernika w Toruniu. Należał do Związku Młodzieży Socjalistycznej i Zrzeszenia Studentów Polskich, a w latach 1977–1981 do Polskiej Zjednoczonej Partii Robotniczej. Od 1973 do 1982 zatrudniony w oddziałach Narodowego Banku Polskiego w Bydgoszczy i Szubinie, doszedł do stanowiska dyrektora placówki. Następnie pracował kolejno jako główny księgowy i kierownik działu w Rejonie Eksploatacji Kruszywa w Szubinie, Przedsiębiorstwie Zagranicznym Porta oraz Bydgoskim Przedsiębiorstwie Budowy Pieców Przemysłowych. Od 1986 do 1989 prowadził działalność w zakresie doradztwa ekonomicznego i zasiadał w zarządach spółek.
W październiku 1980 wstąpił do NSZZ „Solidarność”. W jego strukturach od 1981 zajmował stanowiska: przewodniczącego Krajowej Konferencji ds. Żywności „S”, kierownika Ośrodka Prac Społeczno-Zawodowych Międzyzakładowej Komisji Związkowej oraz lektora Sieci Organizacji Zakładowych NSZZ „S”. W styczniu 1982 zwolniony z pracy, od 8 września do 30 grudnia tego roku internowany w Mielęcinie. Po uwolnieniu działał jako kolporter opozycyjnej prasy i twórca podziemnej biblioteki. Autor tekstów ukazujących się m.in. w „Kontakcie” i „Bydgoskim Podziemnym Serwisie Informacyjnym”. Współtworzył i rozprowadzał materiały dotyczące okoliczności śmierci Jerzego Popiełuszki i Piotra Bartoszcze. Działał także w duszpasterstwach katolickich i jako lektor podziemnych wykładów. W latach 80. rozpracowywany przez Służbę Bezpieczeństwa.
Działał w Komitecie Obywatelskim „Solidarność”, m.in. jako szef jego bydgoskiego oddziału od czerwca do grudnia 1989. Od 1 grudnia 1989 do 15 lutego 1991 zajmował stanowisko wicewojewody bydgoskiego. Działał jednocześnie w ROAD, a następnie w Unii Demokratycznej, w której od 1991 do 1993 kierował bydgoskim oddziałem. Od 1991 zajmował kierownicze stanowiska w bankach: p.o. prezesa Banku Pocztowego, prezesa Banku Komunalnego w Bydgoszczy, wiceprezesa zarządu Banku Rozwoju Energetyki i Ochrony Środowiska „Megabank” oraz dyrektora w Krajowym Domu Maklerskim Passa. W latach 1995–2008 prowadził własną działalność, zasiadał też w zarządach spółek. Został prawomocnie skazany na karę roku i czterech miesięcy więzienia w zawieszeniu za pomoc w ukryciu majątku firmy przed organami podatkowymi.
Autor publikacji oraz artykułów z zakresu bankowości i finansów, działacz m.in. klubu Rotary. Odznaczony m.in. Srebrnym Krzyżem Zasługi (2011) i Krzyżem Wolności i Solidarności (2013), a także odznaczeniami związkowymi: medalem Członka Założyciel Związku NSZZ „S” (1981) i Medalem za Wytrwałość 1980–1990 ZR NSZZ „S” (1990).
Został pochowany na Cmentarzu Nowofarnym w Bydgoszczy.

## Życie prywatne
Żonaty, miał córkę i syna Roberta, aktora. Wywodził się z rodziny szlacheckiej pieczętującej się herbem Jastrzębiec, działał w Związku Szlachty Polskiej.